# پایگاه دوم شکاری شهید فکوری تبریز

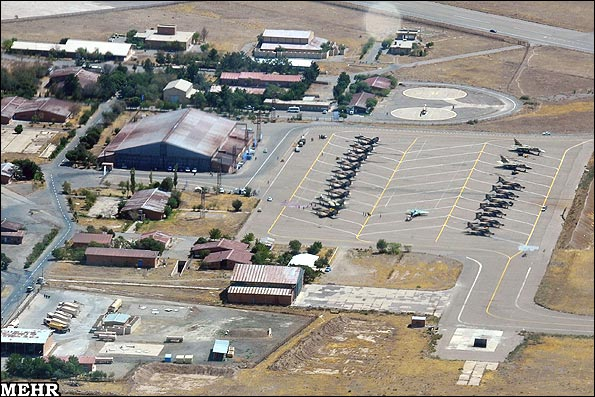
پایگاه دوم شکاری تبریز از نمای بالا

پایگاه دوم شکاری تبریز از پایگاه‌های شکاری نیروی هوایی ارتش ایران است، که در سال ۱۳۴۶ توسط نیروی هوایی شاهنشاهی ایران تأسیس شد. این پایگاه در خلال جنگ ایران و عراق از یگان‌های عمل‌کننده نیروی هوایی ارتش بود و در عملیات کمان ۹۹، عملیات انهدام تأسیسات نفتی عراق، عملیات والفجر ۸ و عملیات کربلای ۵ حضور داشت.
پایگاه دوم شکاری دارای ۲ گردان شکاری از جنگنده‌های اف-۵، یک گردان میگ-۲۹ و یک گردان جنگنده صاعقه می‌باشد. هم‌اکنون سرتیپ‌دوم خلبان داریوش سلیمانی فرماندهی این پایگاه را برعهده دارد.

## تاریخچه

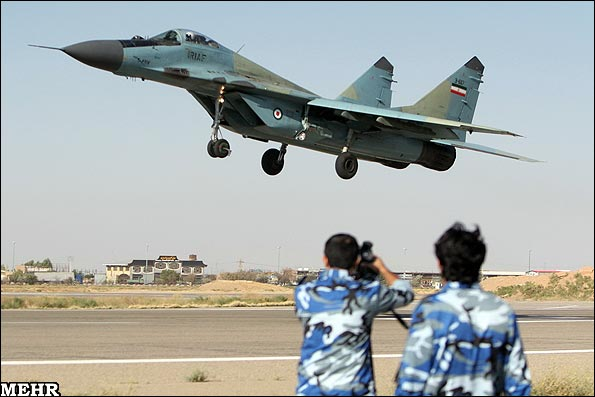
جنگنده میگ-۲۹ در حال بلند شدن از باند پایگاه دوم شکاری تبریز در سال ۱۳۹۰

در سال ۱۳۴۲ ضرورت تشکیل واحدی که بتواند دفاع از منطقه شمال غربی ایران را پوشش دهد، به تأسیس یک پایگاه مقدم هوایی در تبریز انجامید، که توسط پایگاه هوایی همدان پشتیبانی می‌شد. در سال ۱۳۴۶ و به دنبال افزایش اختلافات مرزی ایران و عراق، گروه ناظر مقدم هوایی به پایگاه تبدیل شد. در سال ۱۳۴۸ اولین هواپیمای اُ-۲ (نوعی هواپیمای ملخ‌دار سبک) سپس جنگنده‌های اف-۵ به تبریز منتقل شدند.
پس از وقوع انقلاب و آغاز بحران داخلی در کردستان، پایگاه دوم شکاری به پشتیبانی هوایی از نیروهای زمینی در آن منطقه پرداخت و در سال ۱۳۵۸ با مشارکت پایگاه سوم همدان ۲۱۲ سورتی پرواز انجام داد.
در جریان غائله حزب جمهوری خلق مسلمان در تبریز، گروهی از افراد این حزب سعی کردند تا ضمن نفوذ به پایگاه دوم، کنترل آن را در دست بگیرند که با تلاش سرهنگ جواد فکوری، فرمانده وقت پایگاه، این تلاش ناکام ماند.
پایگاه دوم شکاری، از جمله فرودگاه‌هایی بود که در ۳۱ شهریور ۱۳۵۹ مورد حمله هوایی عراق قرار گرفت. در زمان آغاز جنگ ایران و عراق، از نظر توان عملیاتی، پایگاه تبریز دارای ۸۴ فروند جنگنده اف-۵ و ۸۸ خلبان جنگنده بود. این پایگاه در طول جنگ، در اغلب عملیات‌های هوایی انجام شده توسط نیروی هوایی ارتش، حضور فعال داشت.
پس از پایان جنگ ایران و عراق، نام این پایگاه به پایگاه دوم شکاری شهید فکوری تغییر یافت. از سال ۱۳۷۱ جنگنده‌های میگ-۲۹ نیز به تجهیزات این پایگاه اضافه شد. در سال ۱۳۸۹ جنگنده بمب‌افکن صاعقه ساخت ایران نیز در اختیار پایگاه دوم قرار گرفت تا در کنار جنگنده اف-۵ و میگ-۲۹ مأموریت‌های محوله را انجام دهند.
پایگاه دوم شکاری تبریز به‌دلیل مجاورت با کشورهای آذربایجان، ارمنستان، ترکیه و عراق در منطقه شمال غرب، از اهمیت زیادی برخوردار است.

## جنگ ایران و عراق

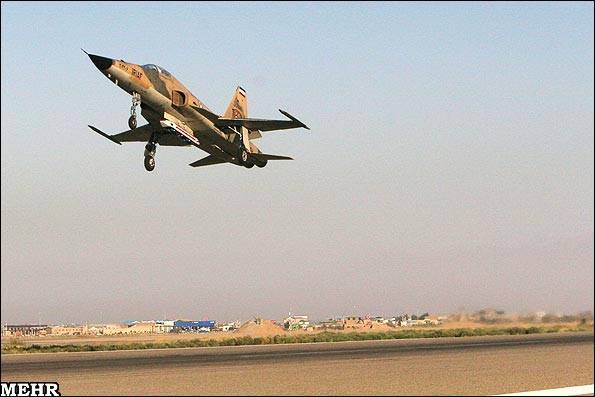
جنگنده اف-۵ بر فراز پایگاه دوم شکاری تبریز در سال ۱۳۹۰

پایگاه دوم شکاری، از جمله فرودگاه‌هایی بود که در ۳۱ شهریور ۱۳۵۹ مورد حمله هوایی عراق قرار گرفت که البته فقط باند پرواز آسیب دید، که به‌سرعت تعمیر شد. در این زمان، از نظر توان عملیاتی، پایگاه تبریز دارای ۸۴ فروند جنگنده اف-۵ و ۸۸ خلبان جنگنده بود.
یکم مهر ۱۳۵۹ و در چارچوب عملیات کمان ۹۹، پایگاه تبریز نیز برای انهدام اهداف مختلف در کرکوک و موصل عراق وارد عمل شد. نزدیک به ۵۰ درصد از توان عملیاتی در کمان ۹۹ مربوط به این پایگاه بوده است. در این روز و در مجموع ۵۲ سورتی پرواز برون‌مرزی از مبدأ پایگاه دوم انجام شد.
در اولین ماه جنگ، پایگاه تبریز عملیات انهدام صنعت نفت عراق را آغاز کرد و در اولین مورد، در روز ۵ مهر ۱۳۵۹ جنگنده‌های اف-۵ این پایگاه با ۲۱ سورتی پرواز، تأسیسات نفتی کرکوک، سلیمانیه، موصل و نوپیردان را بمباران کردند.
با به خطر افتادن پایگاه چهارم شکاری دزفول به‌دلیل پیشروی نیروی زمینی عراق به سمت این منطقه، در هفته اول مهر ۱۳۵۹ جنگنده‌های اف-۵ پایگاه دوم به دزفول فرستاده شدند، تا با افزایش توان هوایی بتوانند جلوی پیشروی نیروهای عراقی در منطقه شمال خوزستان را بگیرند.
در طول جنگ ایران و عراق، پایگاه تبریز به دفاع هوایی از منطقه شمال غرب پرداخت و به تناوب در مناطق مرزی و داخل خاک عراق به مواضع آنها حمله کرد. سرنگونی یک فروند هواپیمای میگ-۲۵ متعلق به نیروی هوایی عراق به‌وسیله یک فروند جنگنده اف-۵ این پایگاه، از این دست اقدامات است.
در طول جنگ، بنا به نیاز، جنگنده‌های اف-۵ از پایگاه تبریز به سایر پایگاه‌ها اعزام می‌شدند و در عملیات‌های مختلف از نیروهای ایرانی پشتیبانی می‌کردند. در بهمن ۱۳۶۴ و در خلال عملیات والفجر ۸، هشت فروند از هواپیماهای اف-۵ از پایگاه تبریز به دزفول منتقل شدند تا در بمباران نیروهای عراقی مشارکت کنند. اسفند ۱۳۶۵ و در طول عملیات کربلای ۵ نیز هواپیماهای اف-۵ این پایگاه برای پشتیبانی از نیروهای سپاه پاسداران در منطقه شلمچه به پایگاه امیدیه اعزام شدند.
به دنبال پذیرش قطعنامه ۵۹۸، نیروهای مسلح عراق در مرداد ۱۳۶۷ دست به یک تهاجم گسترده به خوزستان زد که این بار هم جنگنده‌های پایگاه تبریز برای کمک به پایگاه امیدیه فرستاده شدند و نقش مهمی در بمباران هوایی نیروهای عراقی داشتند.
از کشته‌شدگان خلبان پایگاه تبریز در طول جنگ ایران و عراق می‌توان به علی اقبالی دوگاهه، غلامحسن افشین‌آذر، محمد حجتی، علی جهان‌شاه‌لو، ابوالحسن ابوالحسنی، امیر زنجانی و محمدحسین دارابی اشاره کرد.

## جنگ ایران و اسرائیل
این پایگاه از تاریخ ۲۳ خرداد ۱۴۰۴ به مدت حدود ده روز تحت حملات اسرائیل قرار گرفت.

## یگان‌ها
- گردان ۲۱ شکاری اف-۵
- گردان ۲۲ شکاری اف-۵
- گردان ۲۳ شکاری میگ-۲۹
- گردان ۱۵۰ شکاری صاعقه